# لوریس کامپانا
لوریس کامپانا (ایتالیایی: Loris Campana; ۳ اوت ۱۹۲۶ – ۳ سپتامبر ۲۰۱۵) دوچرخه‌سوار اهل ایتالیا بود.
وی در مسابقات کشوری و بین‌المللی در مجموع برندهٔ ۱ مدال طلا شده‌است.